# В името на живота и полет към безкрая
„В името на живота и в полет към безкрая...“ е скулптурна композиция, посветена не само на загиналите, но и на живите мотористи.
Инсталацията се намира на панорамната площадка между кварталите „Галата“ и „Аспарухово“ във Варна. Инициатори за осъществяването на проекта са мотоклубовете „Братя във вятъра“ и "Stormbringers" и мотообщностите от Североизточна България.
Лайтмотив на събитието по откриването и освещаването на паметника е поетичната фраза: „Това не е просто монумент в памет на загиналите наши братя и сестри, това е символ на живота и на вечния полет на човека в търсене на Свободата“. На тази церемония свещенодействието е извършено от храмови свещеници на храм „Свети цар Борис“ от квартал „Аспарухово“.
Худовественото оформление на триметровата стоманена скулптура се завършва от сигнално осветление. В обикновенни дни светлините са бели, а в случаите, когато има загинали мотористи, те са червени. Това е, за да се помни, че само миг невнимание може да доведе до трагедия с необратими последици.